# 陳俊銘事件
陳俊銘事件是指發生在2012年4月24日，替代役役男陳俊銘，於成功嶺替代役訓練班醫療中隊服役期間身亡的案件。是內政部役政署替代役訓練班成立八年以來，第一起役男死亡的爭議性案件，陳俊銘之父母仍不願接受遭判定為自殺而為其子蒐集相關證據。

## 事件經過
2011年7月7日，陳俊銘經徵召至成功嶺新訓中心接受幹訓班培訓，於訓練期間因椎間盤突出多次無法參與課程訓練，曾申請驗退經臺中榮民總醫院判定應繼續服役，參酌陳俊銘意願及替代役訓練班綜合考評會議結果，評估不適任管理幹部職務，於8月18日轉任勤務役男。
2011年9月7日，考量身體狀況、方便就醫調整服勤於醫療中隊。
2012年4月24日中午12點14分，傳簡訊給其母，要「爸媽保重」。
2012年4月24日下午1點30分，午休結束至2點有30分鐘彈性準備時間供役男盥洗、如廁，蔡姓同寢室室友和林姓分隊長在發現自殺前的這段期間內，皆曾從窗外看到陳俊銘有起身動作。
2012年4月24日下午1點55分，服安全士官勤務之魏姓分隊長下哨時見陳俊銘尚未起床遂至寢室呼叫，發現他面無血色躺臥在床，蓋好的棉被內渾身是血，身邊有一把美工刀，經轉送彰化基督教醫院急救，仍因失血過多而死。

## 死因
法務部法醫研究所發現陳俊銘左腕有至少四道猶疑性淺嘗試平行切割及六道較深之平行切割傷，傷口排列精緻密集狀，以上均非致命傷；其在右頸部有Z型三道幾乎連續之深切割傷，深度已達頸部血管損傷，因而大量出血致出血性休克死亡，吻合為刀片自殘之結果。陳俊銘身體並無鎮靜安眠藥物，死亡當時並無任何抵抗傷。將左、右手指甲送往刑事局鑑定，亦未有他人DNA。
國立台灣大學醫學院法醫學科暨研究所鑑定陳俊銘之死因，案發當時，現場周遭並無陳俊銘與他人防禦、反抗的傷勢，或有任何異狀之情形。且由刀片之長度穿刺、切割，確可達頸部血管深度；該左手腕及右頸之傷口，由慣用手右手為之係屬合理；午休期間魏姓安全士官、同寢室室友葉、蔡、楊也表示無其他人入內。認為「陳俊銘的死亡方式應傾向是自為，由右手先割左手腕再割右頸深及頸動脈，造成低血容性休克死亡」。

## 訴訟過程
2013年7月14日，臺中地檢署依法醫鑑定報告認為陳俊銘為自殺，使用的刀片雖無明顯指紋，但沒有採集到指紋的可能性很多，對全案下不起訴處分（102年度偵字第3107號）。
2013年8月8日，家屬不服提起再議，台中高檢署針對謝姓中隊長和何姓區隊長等2人涉《刑法》殺人、業務過失致死、妨害自由、妨害秘密等罪，以再議無理由駁回。台中高檢署另外行文給台中地檢署表示陳俊銘的家屬要求調查是否構成《陸海空軍刑法》凌虐部屬致死罪，隨後台中地檢署另行簽發他字案調查。
2014年1月8日，向行政院軍冤申訴委員會聲請調查，但依軍事冤案申訴委員會設置及作業要點第一條僅受理「現役軍人」於服役期死亡或失蹤案；而兵役法第25條規定替代役服役期「不具軍人身分」，故無法受理而遭駁回。
2015年6月10日，南投地方法院依法醫鑑定報告認定陳俊銘為自殺，判決國家賠償敗訴。
2016年11月8日，臺中高分院經家屬請求，囑託國立台灣大學醫學院法醫學科暨研究所鑑定死因，與法醫鑑定報告皆認陳俊銘為自殺，判決國家賠償敗訴。
2017年5月11日，最高法院認為第一、二審判決國家賠償敗訴時已查明事實、適用法律無誤，駁回上訴。全案定讞。
2017年6月8日，陳俊銘的父母再向台中地檢署對6名隊內長官以具殺人、長官凌虐部署致死、業務過失致死罪之嫌提出告訴，台中地檢署經調查以犯罪嫌疑不足為由，下不起訴處分（105年度偵字第18110號）。家屬不服，再向臺中高檢署聲請再議，經該署檢察長以再議無理由駁回（106年度上聲議字第1193號 ）。
2017年9月22日，家屬不服再議結果提起交付審判，臺中地方法院審理後認為陳俊銘手腕的傷勢呈現平行狀，倘若遭他人割頸後才劃傷，傷口必然凌亂，倘若先遭他人劃傷後才割頸，由於手腕傷勢非致命傷，則陳俊銘必然會反抗而留下防禦性傷勢，家屬提供的證據無法認定被告有犯罪嫌疑故駁回聲請。

## 家屬的質疑和法院調查結果

### 遭霸凌
- 陳母說陳俊銘一年服役期間時常被長官與同僚嘲笑「裝病」、「裝死」，體重從七十公斤劇瘦到只剩下五十公斤，有遭到霸凌凌虐致死的可能性。
- 法院調查後表示在陳俊銘反映自身疾病後幹部隨即為他轉換到醫療中隊，醫療中隊何姓區隊長、謝姓中隊長亦根據陳俊銘自書的「不適合部隊勤務項目」下令免除部分工作，且魏姓分隊長、李姓分隊長亦表示有接獲相關命令，若陳俊銘因而產生身體狀況不如同袍之自卑心理，或承受來自同袍異樣眼光之壓力，此非管理幹部之本意。服役期間7次獲得4個小時的榮譽假，可見無不合理對待的情況。[2]

### 無自殺意圖
- 陳母表示陳俊銘退伍後已確定入學台北科技大學碩士班，甚至身亡之前兩天還曾預買兩張返家的高鐵車票[12]，並提出小刀無法導致如此嚴重傷勢、自殺的人如何蓋棉被的質疑，且認為軍方未遵照家屬囑咐必須保留遺物逕自將鞋子丟掉，有毀屍滅跡的嫌疑。
- 法院依據家屬的請求囑託國立臺灣大學醫學院法醫學科暨研究所鑑定陳俊銘之死因，鑑定書指出陳俊銘生前對於休假返家、退伍後出遊、求學之種種規劃，均屬於解釋動機之客觀證據，至於死亡當時情況下陳俊銘本人心中的主觀想法，難有具體證據證明；自殺用的刀刃長8公，割頸時要造成頸部深4公分之刀傷並非不可能，死者身上十三處銳器傷集中在左手腕及右頸部，是可由慣用手右手執行之部位；死者相驗報告及照片皆無發現死者身上有防禦傷或外力介人引發掙扎打鬥可能造成之傷勢，毒物報告死者體內無鎮靜安眠類藥物。所以陳俊銘的死亡方式應傾向是自為，由右手先割左手腕再割右頸深及頸動脈造成低血容性休克死亡。[2]

### 未發現凶器
- 陳父稱承辦此案的檢察官曾表示，美工刀並沒有陳俊銘的指紋。[4][13]
- 法院調查後表示法醫雖未於現場遺留下的刀上採集到明顯的指紋，然而於陳俊銘未驗出藥物反應且現場週遭又無打鬥、拉扯或有任何異狀之情形，所以陳俊銘死亡時應無外力介入；依據國立臺灣大學醫學院法醫學科暨研究所之鑑定報告，此刀確實可以造成如此傷勢，故認定陳俊銘為自殺。[2][14]

## 後續
2012年5月，陳俊銘的父母在立委陪同下召開記者會控訴，在場與會的時任內政部役政署副署長李忠敬回覆質疑表示死因自殺是由法醫鑑定後判定的、已配合家屬要求給與協助，由於發言過程頻遭陳俊銘的父母不斷干擾、遭嗆睜眼說瞎話，脫口而出「我就是說瞎話，妳也要讓我說完」，使家屬非常氣憤。
內政部發文指陳俊銘是自殺，要求陳家辦理因病死亡以請領撫恤金，惟陳父堅不接受陳俊銘是自殺身亡的死因判定，僅願收下慰問金50萬。
洪仲丘事件爆發引起社會對軍中爭議死亡事件的關注，陳家數度出席公開活動、記者會以及參與2013年7月20日與8月3日的白衫軍運動、國防部前靜坐數週抗議要求真相，希望藉此事件促監察院及相關單位一併調查陳俊銘死因。